# Permittivität
Die Permittivität ε (von lat. permittere: erlauben, überlassen, zulassen), auch dielektrische Leitfähigkeit, Dielektrizität oder dielektrische Funktion genannt, gibt in der Elektrodynamik sowie der Elektrostatik die Polarisierbarkeit eines Materials durch elektrische Felder an. Der ebenfalls gebräuchliche Begriff Dielektrizitätskonstante ist fachsprachlich nicht anerkannt.
Auch dem Vakuum ist eine Permittivität zugewiesen, da sich auch im Vakuum elektrische Felder einstellen oder elektromagnetische Felder ausbreiten können. Es handelt sich um eine Naturkonstante, nämlich die elektrische Feldkonstante {\displaystyle \varepsilon _{0}}. Die Permittivität eines Stoffes wird dann als Vielfaches der Permittivität des Vakuums angegeben:
{\displaystyle \varepsilon =\varepsilon _{0}\cdot \varepsilon _{\mathrm {r} }}
Hierbei ist der Faktor {\displaystyle \varepsilon _{\mathrm {r} }} die stoffabhängige Permittivitätszahl (früher relative Permittivität). Sie hängt jedoch nicht nur von der Art des Stoffes ab, sondern u. a. auch von der Frequenz der wirksamen Felder.

## Erläuterung am Beispiel isolierender Stoffe

In einem Dielektrikum führt die Orientierung ortsfester elektrisch geladener Dipole zu Polarisationseffekten. Solche Materialien können den elektrischen Fluss um den Faktor (relative Permittivität) besser leiten als der leere Raum.

Als Permittivität bezeichnet man eine Materialeigenschaft elektrisch isolierender, polarer oder unpolarer Stoffe, die auch Dielektrika genannt werden. Die Eigenschaft wirkt sich aus, wenn der Stoff mit einem elektrischen Feld wechselwirkt, etwa wenn er sich in einem Kondensator befindet.
In einem mit Material gefüllten Kondensator orientieren sich die Ladungsträger des Isolationsmaterials am Vektor des elektrischen Feldes und erzeugen ein Polarisationsfeld, das dem äußeren Feld entgegenwirkt und dieses schwächt. Dieses Phänomen der Feldschwächung lässt sich bei Annahme eines gegebenen elektrischen Erregungsfeldes {\displaystyle {\vec {D}}}, auch elektrische Flussdichte genannt, dadurch beschreiben, dass dem isolierenden Material ein Faktor {\displaystyle \varepsilon _{\mathrm {r} }} zur elektrischen Feldkonstante {\displaystyle \varepsilon _{0}} (Permittivität des Vakuums) zugewiesen wird. Im Vakuum als Referenzmaterial eines Isolierstoffes gilt die relative Permittivität {\displaystyle \varepsilon _{\mathrm {r} }=1}
Aus der äußeren elektrischen Erregung ergibt sich dann mit der Permittivität {\displaystyle \varepsilon =\varepsilon _{\mathrm {r} }\,\varepsilon _{0}} das elektrische Feld {\displaystyle {\vec {E}}} zu:
{\displaystyle {\vec {E}}={\frac {\vec {D}}{\varepsilon }}={\frac {\vec {D}}{\varepsilon _{\mathrm {r} }\,\varepsilon _{0}}}}
Bei konstanter elektrischer Erregung und steigenden Werten von {\displaystyle \varepsilon _{\mathrm {r} }} nimmt die elektrische Feldstärke ab. Auf diese Weise wird der feldschwächende Effekt bei gleicher elektrischer Erregung erfasst, d. h. bei vorgegebener elektrischer Flussdichte oder vorgegebener elektrischer Ladung.
Unter der Einwirkung einer an den Kondensatorplatten angelegten festen Spannung U und dem elektrischen Feld {\displaystyle E={\tfrac {U}{d}}} (Plattenabstand d) ergibt sich mit der Permittivität als Proportionalitätsfaktor die elektrische Erregung zu:
{\displaystyle \Leftrightarrow {\vec {D}}=\varepsilon {\vec {E}}=\varepsilon _{\mathrm {r} }\varepsilon _{0}{\vec {E}}}
Die elektrische Suszeptibilität {\displaystyle \chi _{e}} ist mit der relativen Permittivität verknüpft über
{\displaystyle \varepsilon _{\mathrm {r} }={\frac {\varepsilon }{\varepsilon _{0}}}=1+\chi _{e}}
Die Suszeptibilität ist dabei ein Maß für die Dichte der im Isolationsmaterial gebundenen Ladungsträger, bezogen auf die Dichte freier Ladungsträger.
Gemäß der Poisson-Gleichung der Elektrostatik kann die Permittivität außerdem als Proportionalitätsfaktor zwischen der Raumladungsdichte {\displaystyle \rho } und der zweiten partiellen Ableitung des Potenzialfelds {\displaystyle \Phi } angesehen werden:
{\displaystyle \varepsilon =-{\frac {\rho (\mathbf {r} )}{\Delta \Phi (\mathbf {r} )}}}

## Größe und Maßeinheit
Wie oben erwähnt, setzt sich die Permittivität {\displaystyle \varepsilon } aus zwei Faktoren zusammen:
- der elektrischen Feldkonstante {\displaystyle \varepsilon _{0}} (Permittivität des Vakuums)
- der relativen Permittivität {\displaystyle \varepsilon _{\mathrm {r} }}, einer dimensionslosen Größe, die im Vakuum definitionsgemäß 1 ist.

Die elektrische Feldkonstante ist eine Naturkonstante, die experimentell ermittelt werden muss. Mit der magnetischen Feldkonstanten {\displaystyle \mu _{0}} und der Lichtgeschwindigkeit {\displaystyle c} ist sie verknüpft durch die Beziehung
{\displaystyle \varepsilon _{0}\mu _{0}c^{2}=1\,}.
Anders als im hier verwendeten Internationalen Einheitensystem (SI) sind in den Varianten des CGS-Größen- und Einheitensystems die Basisgrößen und ‑einheiten so definiert, dass {\displaystyle \varepsilon _{0}} nicht benötigt wird (ebenso wenig {\displaystyle \mu _{0}}): im Gauß-System entfällt {\displaystyle \varepsilon _{0}} ganz (bzw. hat den Wert 1); im Heaviside-Lorentz-System taucht in den entsprechenden Formeln der Faktor {\textstyle {\frac {1}{4\pi }}} auf. Im CGS ist die Permittivität also einfach eine Zahl (siehe Elektromagnetische Maßeinheiten).
Die SI-Einheit der Permittivität kann auf verschiedene Weise ausgedrückt werden:
{\displaystyle \mathrm {1\;{\frac {F}{m}}=1\;{\frac {As}{Vm}}=1\;{\frac {C}{Vm}}=1\;{\frac {J}{V^{2}m}}=1\;{\frac {A^{2}s^{4}}{kg\,m^{3}}}} }.
Der Wert im Vakuum beträgt
{\displaystyle \varepsilon _{0}=8{,}854\,187\,812\,8\,(13)\cdot 10^{-12}~{\frac {\mathrm {As} }{\mathrm {Vm} }}\,}.
Da die elektrische Polarisierbarkeit von Luft gering ist, weicht der Wert von {\displaystyle \varepsilon _{\mathrm {r} }\approx 1{,}00059} nur wenig von {\displaystyle 1} ab. Daher kann die Permittivität der Luft häufig in ausreichender Genauigkeit durch {\displaystyle \varepsilon _{0}} angenähert werden. Dies ist insbesondere bei Radar und in der Funktechnik der Fall.

## Relative Permittivität
Die relative Permittivität {\displaystyle \varepsilon _{\mathrm {r} }} eines Mediums, auch Permittivitätszahl genannt, ist das dimensionslose Verhältnis seiner Permittivität {\displaystyle \varepsilon } zur Permittivität {\displaystyle \varepsilon _{0}} des Vakuums:
{\displaystyle \varepsilon _{\mathrm {r} }={\frac {\varepsilon }{\varepsilon _{0}}}}
Für gasförmige, flüssige und feste Materie ist {\displaystyle \varepsilon _{\mathrm {r} }>1}. Allerdings gibt es in anderen Materiezuständen, z. B. im Plasma oder in überkritischen Fluiden auch Werte {\displaystyle \varepsilon _{\mathrm {r} }<1}.
Die relative Permittivität ist ein Maß für die feldschwächenden Effekte der dielektrischen Polarisation des Mediums. In der englischsprachigen Literatur und daher auch in englischsprachig geprägten Fachbereichen wie der Halbleitertechnik wird die relative Permittivität auch mit {\displaystyle \kappa } (kappa) oder – wie etwa bei den high-k-Dielektrika bzw. bei den low-k-Dielektrika – mit k bezeichnet.
Als Synonym für die (relative) Permittivität ist die frühere Bezeichnung (relative) Dielektrizitätskonstante weiterhin in Gebrauch. Die Bezeichnung als Konstante ist unangemessen, da {\displaystyle \varepsilon _{\mathrm {r} }} im Allgemeinen eine Funktion mehrerer Parameter ist, insbesondere der Frequenz und der Temperatur; außerdem hängt sie auch vom Magnetfeld und vom äußeren elektrischen Feld ab.
Nur für isotrope Medien ist {\displaystyle \varepsilon _{\mathrm {r} }} eine skalare Größe. In diesem einfachsten Fall gibt sie den Faktor an, um den die Spannung an einem Kondensator sinkt, wenn man bei gleicher Geometrie ein zwischen den Kondensatorelektroden angenommenes Vakuum durch ein dielektrisches, nicht leitendes Material ersetzt. Im Versuch lässt sich dies nachvollziehen, wenn ein Luftvolumen um die Kondensatorelektroden z. B. durch eine dielektrische Flüssigkeit ersetzt wird. Für einen Plattenkondensator genügt es, einen dielektrischen Gegenstand zwischen die Elektroden zu schieben.

### Richtungsabhängigkeit
Im Allgemeinen ist die relative Permittivität ein Tensor zweiter Stufe. So wird ihre Richtungsabhängigkeit widergespiegelt, die sich aus der kristallinen (oder anders geordneten) Struktur der Materie ergibt, z. B. für doppelbrechende Materialien, die u. a. bei Verzögerungsplatten angewendet werden. Die Tensoreigenschaft der Permittivität ist Grundlage der Kristalloptik.
Neben der „natürlichen“ Richtungsabhängigkeit können die Eigenschaften auch durch äußere Einwirkungen wie ein Magnetfeld (siehe Magnetooptik) oder Druck eine ähnliche Richtungsabhängigkeit erfahren.

### Frequenzabhängigkeit

Permittivität von Wasser abhängig von der Frequenz:
Der Realteil beschreibt Kapazität bzw. Brechungsindex, der Imaginärteil die Energieabsorption.

Die Frequenzabhängigkeit (Dispersion) der Permittivität in Materie kann über den Lorentz-Oszillator recht gut modelliert werden und ist z. B. bei Wasser sehr stark ausgeprägt, vgl. Abbildung.
Wie die elektrische Permittivität hängt auch der Brechungsindex {\displaystyle n} eines Materials von der Frequenz {\displaystyle f} ab, da er gemäß den Maxwell-Gleichungen zur Permittivität in folgender Relation steht:
{\displaystyle n^{2}(f)=\varepsilon _{\mathrm {r} }(f)\cdot \mu _{\mathrm {r} }(f)}
mit
- der magnetischen Permeabilität {\displaystyle \mu _{\mathrm {r} }}; für transparente Stoffe gilt {\displaystyle \mu _{\mathrm {r} }\approx 1} und damit {\displaystyle n^{2}\approx \varepsilon _{\mathrm {r} }}.

Hier sind {\displaystyle \varepsilon } und μ bei der einschlägigen optischen Frequenz gemeint (Größenordnung 1015 Hz). Die optische Dispersion ist ein Ausdruck dafür, dass {\displaystyle \varepsilon } auch bei den Frequenzen sichtbaren Lichts keine konstante Zahl ist.
In Tabellenwerken ist in der Regel der Zahlenwert bei niedrigen Frequenzen (Größenordnung 50 Hz bis 100 kHz) angegeben, bei denen molekulare Dipole dem äußeren Feld noch nahezu unverzögert folgen können.

#### Komplexwertige relative Permittivität

Verlauf der komplexwertigen relativen Permittivität über einen weiten Frequenzbereich, aufgespalten in Real- (rot) und Imaginärteil (blau) mit symbolischer Darstellung der verschiedenen Ursachen wie der Relaxation und bei höheren Frequenzen der atomaren und elektronischen Resonanzen

Genauso wie bei Gleichfeldern bilden sich in Dielektrika auch bei Wechselfeldern Polarisationsfelder, die aber der angelegten äußeren Feldgröße um einen gewissen Phasenwinkel nacheilen. D. h., die Orientierung der Ladungsträger im Dielektrikum bleibt in der Phase zeitlich hinter der Umpolarisierung des Wechselfeldes zurück.
Daher ist die relative Permittivität im Allgemeinen komplexwertig:
{\displaystyle \varepsilon _{\mathrm {r} }=\varepsilon _{\mathrm {r} }'-\mathrm {i} \varepsilon _{\mathrm {r} }''}
oder auch
{\displaystyle \varepsilon _{\mathrm {r} }=\varepsilon _{1}-\mathrm {i} \varepsilon _{2}}
Dabei können in Real- und Imaginärteil die Beiträge verschiedener Mechanismen im Material (z. B. Bandübergänge) angegeben und in ihrer Frequenzabhängigkeit addiert werden – eine detailliertere Darstellung findet sich unter elektrische Suszeptibilität.
Mit zunehmender Frequenz wird der Effekt des Nacheilens stärker. Indem sie isolierende Materialien schnell und wiederkehrend umpolarisieren, wandeln Wechselfelder hoher Frequenz elektromagnetische Feldenergie in Wärmeenergie um. Dieser Wärmeverlust wird dielektrischer Verlust genannt und durch den Imaginärteil {\displaystyle \varepsilon _{\mathrm {r} }''} bzw. {\displaystyle \varepsilon _{2}} der komplexwertigen relativen Permittivität beschrieben.
Eine weitverbreitete Anwendung, die das Phänomen der dielektrischen Erwärmung ausnutzt, ist der Mikrowellenofen.
Bei dielektrischer Erwärmung beträgt die Verlustleistungsdichte, bezogen auf das Materialvolumen
{\displaystyle p={\frac {P_{\mathrm {verl} }}{V}}=\omega \cdot \varepsilon _{\mathrm {r} }''\cdot \varepsilon _{0}\cdot E^{2}}
mit der Kreisfrequenz {\displaystyle \omega }. Siehe auch Dielektrischer Verlustfaktor.
Die mit der dielektrischen Erwärmung verbundene Verlustleistung entspricht bei Integration über den Erwärmungszeitraum exakt der inneren Energie, die dem Materialvolumen mit elektromagnetischen Wellen zugeführt wurde, wie in der Thermodynamik beschrieben.
Bei noch höheren Frequenzen, mit denen Ladungsträger im Bändermodell eines Kristalls angeregt werden können, wird ebenfalls Energie absorbiert (dielektrische Absorption).

### Feldstärkeabhängigkeit
Im Falle großer Feldstärken wird der Zusammenhang zwischen elektrischem Feld und Flussdichte nichtlinear. Entweder fasst man die Permittivität als feldstärkeabhängig auf {\displaystyle \left(\varepsilon =f(E)\right)} oder man führt neben {\displaystyle \varepsilon ^{(1)}:=\varepsilon } weitere Taylor-Koeffizienten {\displaystyle \varepsilon ^{(2)},\varepsilon ^{(3)}} usw. ein, die die Feldstärkeabhängigkeit von {\displaystyle {\vec {D}}} beschreiben:
{\displaystyle {\vec {D}}={\frac {\vec {E}}{\|{\vec {E}}\|}}\left(\varepsilon ^{(1)}\cdot \|{\vec {E}}\|+\varepsilon ^{(2)}\cdot \|{\vec {E}}\|^{2}+\varepsilon ^{(3)}\cdot \|{\vec {E}}\|^{3}+\cdots \right)}

### Temperaturabhängigkeit
Temperaturabhängig ist beispielsweise die komplexwertige relative Permittivität von Wasser, deren Realteil bei einer Frequenz von 1 GHz und einer Temperatur von 20 °C einen Wert von etwa 80 annimmt, und bei 95 °C circa 52 beträgt. Die Abnahme der Permittivität bei steigender Temperatur hängt mit dem zunehmenden Grad der Unordnung der Ladungsträger bei einer Zunahme der inneren Energie zusammen. Molekular betrachtet nimmt die Polarisierbarkeit aufgrund der zunehmenden Eigenbewegung der Ladungsträger bei höherer innerer Energie ab; makroskopisch betrachtet sinkt somit die relative Permittivität bei Temperaturerhöhung.

### Werte für ausgewählte Materialien
| Medium                                    | {\displaystyle \varepsilon _{\mathrm {r} }} |                                               | Medium  | {\displaystyle \varepsilon _{\mathrm {r} }} |
| ----------------------------------------- | ------------------------------------------- | --------------------------------------------- | ------- | ------------------------------------------- |
| Vakuum                                    | exakt 1                                     | Luft                                          | 1,00059 |                                             |
| Aceton                                    | 21,5                                        |                                               |         |                                             |
| Acrylglas                                 | 3                                           |                                               |         |                                             |
| Acrylnitril-Butadien-Styrol (ABS) (30 °C) | 4,3                                         | Aluminiumoxid (Tonerde)                       | 9       |                                             |
| Ammoniak (0 °C)                           | 1,007                                       | Bariumtitanat                                 | 103…104 |                                             |
| Benzol                                    | 2,28                                        | Trockene Erde                                 | 3,9     |                                             |
| Feuchte Erde                              | 29                                          | Germanium                                     | 16,6    |                                             |
| Glas                                      | 6…8                                         | Glycerin                                      | 42,5    |                                             |
| Glimmer                                   | 5…8                                         |                                               |         |                                             |
| Gummi                                     | 2,5…3                                       | Holz (darrtrocken)                            | 2…3,5   |                                             |
| Kaliumchlorid                             | 4,94                                        | Methanol                                      | 32,6    |                                             |
| Petroleum                                 | 2                                           | Polyethylen (PE) (90 °C)                      | 2,4     |                                             |
| Polypropylen (PP) (90 °C)                 | 2,1                                         | Porzellan                                     | 2…6     |                                             |
| Propanol                                  | 18,3                                        | Paraffin                                      | 2,2     |                                             |
| Papier                                    | 1…4                                         | Polytetrafluorethylen (PTFE oder auch Teflon) | 2       |                                             |
| Polyethylen, Polypropylen                 | 2,3                                         | Kabelpapier in Öl                             | 4,3     |                                             |
| FR2, FR4                                  | 4,3…5,4                                     | Polystyrol-Schaum (Styropor ® BASF)           | 1,03    |                                             |
| Polystyrol                                | 2,5                                         | Polyvinylchlorid                              | 3…4     |                                             |
| Porzellan                                 | 5…6,5                                       | Schellack                                     | 3…4     |                                             |
| Tantalpentoxid                            | 27                                          | Wasser (20 °C, 0…3 GHz)                       | 80      |                                             |
| Wasser (sichtbarer Bereich)               | 1,77                                        | Wasser (0 °C, 0…1 GHz)                        | 88      |                                             |
| Eis (0 bis −50 °C, Niederfrequenz)        | ≈ 90…150                                    |                                               |         |                                             |

## Zusammenhang mit Absorption und Reflexion
Über die Kramers-Kronig-Relation kann der dispergierende Zusammenhang zwischen der komplexen Permittivität und den optischen Kenngrößen Brechungsindex {\displaystyle n} und Absorptionskoeffizient {\displaystyle k} dargestellt werden:
{\displaystyle (n+\mathrm {i} k)^{2}=(\varepsilon _{\mathrm {r} }'+\mathrm {i} \varepsilon _{\mathrm {r} }'')\mu _{\mathrm {r} }}
Im Falle nichtmagnetischer Materialien ({\displaystyle \mu _{\mathrm {r} }\approx 1}) folgt nach einem Koeffizientenvergleich:
{\displaystyle \Rightarrow \varepsilon _{\mathrm {r} }'=n^{2}-k^{2}}
{\displaystyle \varepsilon _{\mathrm {r} }''=2nk}
Für die Berechnung theoretischer Spektren von Reflexion und Absorption, die mit gemessenen Spektren verglichen und angepasst werden können, sind die Komponenten des komplexen Brechungsindizes direkt aus Real- und Imaginärteil der Permittivität zu bestimmen:
{\displaystyle n^{2}={\frac {1}{2}}\cdot \left({\sqrt {\varepsilon _{\mathrm {r} }'^{2}+\varepsilon _{\mathrm {r} }^{\prime \prime 2}}}+\varepsilon _{\mathrm {r} }'\right)}
{\displaystyle k^{2}={\frac {1}{2}}\cdot \left({\sqrt {\varepsilon _{\mathrm {r} }'^{2}+\varepsilon _{\mathrm {r} }^{\prime \prime 2}}}-\varepsilon _{\mathrm {r} }'\right)}
Ebenfalls kann u. a. der Reflexionsgrad {\displaystyle R} berechnet werden für einen Strahl, der aus dem Vakuum (bzw. Luft) kommend senkrecht an einer Grenzfläche zu einem Medium mit Brechungsindex {\displaystyle N=n+\mathrm {i} k} reflektiert wird:
{\displaystyle R={\frac {(n-1)^{2}+k^{2}}{(n+1)^{2}+k^{2}}}}